# Secretaria-Geral das Relações Exteriores do Brasil
A Secretaria-Geral de Relações Exteriores do Brasil, mais conhecida como Secretaria-Geral do Itamaraty, é uma secretaria ligada ao Ministério de Relações Exteriores do Brasil, o cargo de secretário-geral é a mais alta posição na carreira diplomática brasileira. Os requisitos para ocupar o cargo são: ser um brasileiro nato, ter sido aprovado pelos exames públicos da carreira diplomática e ele ou ela deve ser obrigatoriamente um ministro de primeira classe e não alguém indicado politicamente pelo Presidente do Brasil.
O cargo é normalmente considerado "um dos cargos de maior prestígio da diplomacia brasileira", o secretário-geral trabalha no Itamaraty sendo guiado pelo Ministro de Relações Exteriores (que não precisa necessariamente ser um diplomata, podendo ser simplesmente alguém indicado politicamente), como o secretário é considerado o Vice-Ministro de Relações Exteriores ele assume o cargo interinamente durante todas as viagens internacionais feitas pelo Ministro.
A atual secretária-geral do Ministério das Relações Exteriores é a Embaixadora Maria Laura da Rocha.

## Lista de Secretários-Gerais[3]
- Fernando Simas Magalhães (04/06/2021 até 04/01/2023)
- Otávio Brandelli (03/01/2019 até 04/06/2021)
- Marcos Galvão (25/05/2016 até 02/01/2019)[3]
- Sérgio Danese (02/01/2015 até 25/05/2016)[4]
- Eduardo dos Santos (26/03/2013 até 02/01/2015)[5]
- Ruy Nunes Pinto Nogueira (03/01/2011 até 26/02/2013)[6]
- Antonio Patriota (27-10-2009 até 31/12/2010)[7]